# Kalambe Turf Thane
Kalambe Turf Thane es una ciudad censal situada en el distrito de Kolhapur en el estado de Maharashtra (India). Su población es de 10138 habitantes (2011). Se encuentra a 8 km de Kolhapur.

## Demografía
Según el censo de 2011 la población de Kalambe Turf Thane era de 10138 habitantes, de los cuales 5351 eran hombres y 4787 eran mujeres. Kalambe Turf Thane tiene una tasa media de alfabetización del 85,24%, superior a la media estatal del 82,34%: la alfabetización masculina es del 90,23%, y la alfabetización femenina del 79,71%.